# レスリー・フリント
レスリー・フリント（Leslie Flint,1911年 - 1994年）は、霊媒。

## 交霊会の様子
バーバネルの交霊会ではインディアンの中継役を必要としたように、フリントの交霊会では、1910年代に交通事故で死んだという「ミッキー」と名乗る少年を中継役兼「門番」とした。彼は積極的に進行役を務めたという。
フリントの他界後は、The Leslie Flint Educational Trust　が交霊会記録を保存、直接談話のテープ販売もしている。